# Vladimir Hotineanu
Vladimir Hotineanu (n. 1 octombrie 1950, Kîzîlorda – d. 15 noiembrie 2019) a fost un medic-chirug, doctor habilitat în științe medicale și politician din Republica Moldova, deputat în Parlamentul Republicii Moldova începând cu anul 2009.

## Carieră
Fost membru PCUS. A fost Ministru al al Sănătății al Republicii Moldova între anii 2009 - 2011.

## Decorații
Pe 14 iunie 2013, Vladimir Hotineanu a fost decorat cu Ordinul Republicii de către Președintele Republicii Moldova, Nicolae Timofti, „în semn de înaltă apreciere a meritelor deosebite față de stat, pentru muncă îndelungată și prodigioasă în domeniul de activitate și înaltă măiestrie profesională”.